# Filmmusik: Björn Isfält
Filmmusik: Björn Isfält är en samlingsskiva med kompositioner av Björn Isfält från filmerna Änglagård - andra sommaren, Mitt liv som hund, En kärlekshistoria, Mina drömmars stad, Giliap, Kådisbellan, Bröderna Lejonhjärta, Resan till Melonia, Ronja Rövardotter och även Gilbert Grape.
Skivan är en uppföljare till skivan Filmmusik: Stefan Nilsson som innehåller kompositioner av Stefan Nilsson. Den skivan gavs ut 1998 och Isfälts skiva gavs ut två år senare, 2000. Båda gavs ut av Virgin Records.
| ” | Svårigheten med att komponera filmmusik är att den å ena sidan inte ska sticka ut för mycket, ta över och å andra sidan ska musiken ju kunna stå för sig själv, även utan filmen. Björn Isfält | „ |

## Låtlista
All musik är komponerad och arrangerad av Björn Isfält om inget annat anges.
1. "Tema" (Änglagård - andra sommaren) – 2:25
2. "Tema" (Mitt liv som hund) – 1:20
3. "Ouverture" (En kärlekshistoria) – 1:29
4. "Valse Busarewski" (Giliap) – 2:33
5. "Ariel in över Melonia" (Resan till Melonia) – 1:55
6. "Höga gärdet" (Änglagård - andra sommaren) – 2:21
7. "Tema" (Mina drömmars stad) – 1:20
8. "Hur sött" (Resan till Melonia) – 1:25
9. "Avskedet" (Änglagård - andra sommaren) – 1:20
10. "Rid över skog" (Ronja Rövardotter) – 1:21
11. "Källarmästare Kreitz Nocturne" (Giliap) – 3:15
12. "Piano tema" (Gilbert Grape) – 2:56
13. "Mot Småland" (Mitt liv som hund) – 1:48
14. "Lilla Djävulen" (Giliap) – 2:16
15. "Kådisvals" (Kådisbellan) – 2:29
16. "Den vackre" (En kärlekshistoria) – 1:27
17. "Råttor" (Änglagård - andra sommaren) – 2:10
18. "Sommarens sista dans" (Giliap) – 3:41
19. "Vår" (Mitt liv som hund) – 1:10
20. "Tema" (Björn Isfält, Lasse Dahlberg) (Bröderna Lejonhjärta) – 3:10
21. "Rekviem" (Änglagård - andra sommaren) – 4:40
22. "Vilda skogsången" (Ronja Rövardotter) – 0:48

Total tid: 43:19

## Filmproduktioner
- Bröderna Lejonhjärta – (20)
  - Regi: Olle Hellbom
- En kärlekshistoria – (3, 16)
  - Regi: Roy Andersson
- Gilbert Grape – (12)
  - Regi: Lasse Hallström
- Giliap – (4, 11, 14, 18)
  - Regi: Roy Andersson
- Kådisbellan – (15)
  - Regi: Åke Sandgren
- Mina drömmars stad – (7)
  - Regi: Ingvar Skogsberg
- Mitt liv som hund – (2, 13, 19)
  - Regi: Lasse Hallström
- Resan till Melonia – (5, 8)
  - Regi: Per Åhlin
- Ronja Rövardotter – (10, 22)
  - Regi: Tage Danielsson
- Änglagård - andra sommaren – (1, 6, 9, 17, 21)
  - Regi: Colin Nutley

## Medverkande
- Sveriges Radios symfoniorkester
- Medlemmar ur Kungliga Hovkapellet
- Malou Meilink — flöjt (Ronja Rövardotter)
- Arne Domnérus — saxofon (Giliap)
- Hector Bingert — saxofon (Kådisbellan)
- Steve Dobrogosz — piano (Gilbert Grape)
- Lasse Dahlberg — flöjt
- med flera...